# Tom Hopkins
Thomas Edward Hopkins (sinh ở Bilston, 1911) là một cầu thủ bóng đá người Anh, thi đấu cho Gillingham từ năm 1933 đến năm 1937.